# Polycyrtus amoenus
Polycyrtus amoenus är en stekelart som först beskrevs av Henry Lorenz Viereck 1913.  Polycyrtus amoenus ingår i släktet Polycyrtus och familjen brokparasitsteklar. Inga underarter finns listade i Catalogue of Life.